# Qasigiannguit
Qasigiannguit, tên cũ Christianshåb, là một thị trấn nằm ở tây Greenland, trên bờ nam vịnh Disko thuộc vùng Qeqertalik. Với 1.171 dân (2013), đây là điểm dân cư lớn thứ 13 của Greenland. Hoạt động kinh tế chính là đánh bắt tôm và cá bơn.

## Lịch sử
Nơi này được lập nên làm chỗ buôn bán cho công ty của thương buôn Jacob Severin năm 1734 và lúc đó mang tên Christianshaab nhằm vinh danh Vua Christian VI của Đan Mạch. Cái tên này có nghĩa là niềm hy vọng của Christian.
Ngày nay, nhà Paul Egede là căn nhà gỗ cổ nhất còn sót lại toàn Greenland. Nó được xây xong vào ngày 25 tháng 7, năm 1734 rồi được dời đến chỗ hiện nay năm 1806 do gió mạnh ở vị trí xây gốc. Năm 1997, một bảo tàng mở cửa ngay nhà Egede. Mùa hè 1999, một phát hiện khảo cổ giúp bảo tàng về nền văn hóa Saqqaq có được một số di vật.

## Giao thông

### Hàng không
Mùa hè, Air Greenland mở dịch vụ hàng không từ sân trực thăng thị trấn đến Ilulissat, Qeqertarsuaq trên đảo Disko và Aasiaat.

### Đường biển
Vào mùa hè và thu, khi tàu thuyền chạy được trong vùng nước vịnh Disko, giao thông giữa những điểm dân cư nhờ vào đường biển là chính, có sự điều hành của Diskoline. Những tuyến phà giúp nối Qasigiannguit với Ilulissat, Aasiaat, Ikamiut, Akunnaaq, và Qeqertarsuaq.

## Dân số
Với dân số 1.171 người (2013), Qasigiannguit là thị trấn lớn thứ nhì trong địa khu Qeqertalik. Dân số đang giảm bớt, hụt mất 27% so với năm 1990 và gần 17% so với năm 2000.